# Mauricio Peña
Mauricio Peña (* 11. November 1959 in Mexiko-Stadt; † 31. August 2010 in Querétaro, Querétaro) war ein mexikanischer Fußballspieler, der vorwiegend im Mittelfeld agierte.

## Laufbahn
Peña begann seine aktive Laufbahn bei seinem Heimatverein UNAM Pumas, mit dem er gleich in seiner ersten Saison 1980/81 die mexikanische Fußballmeisterschaft gewann. Außerdem holte er mit den Pumas zweimal den CONCACAF Champions’ Cup (1980 und 1982) und einmal (1981) die Copa Interamericana.
1987 wechselte er zum Stadtrivalen Necaxa, bei dem er 1991 seine aktive Laufbahn beendete.
Von 1993 bis 1998 arbeitete Peña als Trainer im Nachwuchsbereich der Pumas und von 1998 bis 2008 übte er dieselbe Tätigkeit bei Santos Laguna aus. Mauricio Peña erkrankte am Lou-Gehrig-Syndrom und starb 2010 an den Folgen dieser Krankheit.